# Flexamia imputans
Flexamia imputans är en insektsart som beskrevs av Henry Fairfield Osborn och Ball 1898. Flexamia imputans ingår i släktet Flexamia och familjen dvärgstritar. Inga underarter finns listade i Catalogue of Life.